# Iceberg (Modemarke)

Logo

Iceberg (im Logo meist in Großbuchstaben stilisiert) ist eine 1974 gegründete, international bekannte italienische Bekleidungsmarke für Damen-, Herren- und Kindermode im oberen Preissegment, die anfangs für ihre Strickmode mit Comic-Motiven bekannt wurde.

## Unternehmensgeschichte
1974 lancierte die italienische Unternehmerin Giuliana Marchini, die 1962 mit ihrem Ehemann Silvano Gerani das Strickwarenunternehmen Gilmar in San Giovanni in Marignano bei Rimini gegründet hatte, als Designerin das Mode-Label Iceberg. Mit außergewöhnlichen Farben, Materialien und Details sowie Einflüssen aus der Welt der Kunst erlangte die Marke schnell Bedeutung innerhalb der italienischen Strickwarenmode. 1976 folgte nach der Herrenkollektion das Pendant für Damen. Der französische Modedesigner Jean-Charles de Castelbajac hatte bereits 1975 mit Gilmar zusammengearbeitet und kreierte in Folge ab 1978 für Iceberg unter anderem Pullover mit großformatigen Abbildern bekannter Comic-Figuren wie Felix the Cat, Snoopy und Bugs Bunny.
In den frühen 1980er Jahren schaltete Iceberg die Werbeanzeigenkampagne „I Contemporanei“ (dt. 'Die Zeitgenossen') vom Star-Fotografen Oliviero Toscani, in der – als ein Novum in der Modebranche – Prominente wie der Fotograf selbst, der Designer Ettore Sottsass, der Maler Mimmo Paladino, die Primaballerina Carla Fracci, der Künstler Andy Warhol und Kollegen aus der Modebranche wie der Modedesigner Franco Moschino, die Designerin Vivienne Westwood oder der Modeunternehmer Luciano Benetton als Testimonials eingesetzt wurden. 1983 stieg Patrizia Gerani, Tochter von Giuliana und Silvano, ins elterliche Unternehmen ein und kümmerte sich um die Mode-Marke Gerani, die wie die Labels History und Frankie Morello (Lizenz bis 2014) zum Gilmar-Konzern gehört. In der 1985 in San Giovanni in Marignano von Gilmar gebauten Produktionsstätte, wo um die 500 Mitarbeiter beschäftigt waren, wurden Design-Büros, Fertigungsanlagen, Lager und die Verwaltung angesiedelt. 1989 wurde die erste Iceberg-Boutique in der Via Montenapoleone 10 und ein Showroom in Mailand eröffnet. Im gleichen Jahr debütierte in Zusammenarbeit mit dem italienischen Kosmetik-Hersteller Eurocosmesi das erste Parfüm des Hauses, Iceberg Femme. 1990 folgte der Herren-Duft Iceberg Homme. 1991 eröffnete der Iceberg Store in New York (inzwischen geschlossen), 1993 das eigene Geschäft in Paris.
Mitte der 1990er Jahre standen Isabella Rossellini, Farrah Fawcett, Sofia Coppola, Naomi Campbell und Iggy Pop für eine Iceberg-Werbekampagne Modell. In dieser Zeit gab es auch die sportive Sport Ice Brückenkollektion, die später eingestellt wurde. 1995 wurde der Amerikaner Marc Jacobs als Design-Berater für Iceberg verpflichtet, dessen eigene Zweitlinien-Kollektion Marc Jacobs Look von Gilmar produziert wurde. Marc Jacobs wechselte 1997 zu Louis Vuitton. Ebenso 1995 wurde die Denim-basierte Iceberg Jeans Kollektion für Damen und Herren ins Leben gerufen, welche später in Ice Jeans Iceberg umbenannt wurde. 2004 wurde Ice Jeans Iceberg in die Labels Ice-B (Zweitlinie) und Ice-J (Denim-Kollektion) aufgeteilt und Ende der 2000er unter dem Namen Ice Iceberg als Zweitlinie neben der Hauptlinie Iceberg wieder zusammengeführt. Von Ice Iceberg gibt es, neben einer Lederkollektion für Taschen und Schuhe, seither pro Saison eine Vor- und Hauptkollektion.
Im Laufe der Jahre wurde das Accessoires-Angebot mit Brillen, Taschen, Schuhen und Uhren unter dem Haupt-Label Iceberg erweitert und es kam eine Heimartikel- und Porzellanserie hinzu, genannt Iceberg Fragile. Die Parfüm-Reihe wurde um die Düfte Iceberg Twice (1994, 1995), Iceberg Universe (1997), Iceberg Fluid (2000), Iceberg Effusion (2001) und Iceberg Light Fluid (2003), jeweils als Damen- und Herren-Version, ergänzt. Iceberg entwickelte sich zur farbenfrohen Lifestyle-Marke. Seit 1995 werden die Iceberg-Kollektionen bei den Mailänder Modewochen gezeigt. Ab 2000 war Paolo Gerani, Bruder von Patrizia, der Kreativdirektor für die Iceberg-Hauptkollektion. 2001 präsentierte Iceberg eine Kampagne von David LaChapelle mit Pamela Anderson und Paris Hilton als Models für Iceberg. Seit 2001 werden die Iceberg-Kollektionen in La Pelota, einer ehemaligen Sporthalle, die zu einer Event-Location umfunktioniert wurde, in Mailand gezeigt. 2002 wurde die Kinderkollektion IceIceIceberg mit dem Lizenzpartner Spazio Sei auf den Markt gebracht und später in Ice Iceberg junior umbenannt. In der Zeit der minimalistischen Mode tat sich Iceberg etwas schwer, erholte sich aber Mitte der 2000er Jahre wieder. Seither sind die Entwürfe des Hauses weniger schrill und dezenter. Bei den Style Awards 2002 der britischen Zeitschrift Maxim gewann Iceberg den Titel "Best International Designer". Wie das seit 2008 insolvente belgische Modeunternehmen Donaldson war und ist auch Iceberg Lizenzpartner von Disney im Bereich Bekleidung und verweist in den Kollektionen immer wieder auf Elemente aus dem Cartoon-Bereich wie Mickey Maus oder Goofy.
Die Gilmar-Gruppe unterstützte ab 2004 den aufstrebenden Designer Giambattista Valli, einen ehemaligen Ungaro-Designer, beim Aufbau seines eigenen Labels und verpflichtete ihn neben Paolo Gerani für fünf Jahre als Co-Designer für Iceberg. Valli kreiert seit 2008 überdies für Moncler die Gamme Rouge Damen-Kollektion. 2006 wurde die Parfüm-Lizenz von Selective Beauty in Paris übernommen (seit 2010 umbenannt in Perfume Holding) und 2007 ein neuer Damen-Duft, The Iceberg Fragrance, auf den Markt gebracht. Das Pendant für Herren mit dem gleich Namen folgte 2009. Die Quader-förmigen Flakons für die beiden Düfte entwarf Paolo Gerani. Ende 2009 wurde nach dem Ausscheiden Vallis ein ehemaliger Designer für Alessandro Dell’Acqua, Prada und Dolce & Gabbana, Massimo Trumbatore, zum Chefdesigner der Damenkollektion bei Iceberg ernannt. Gerani und ein internes Design-Team sind für die Herren-Kollektion verantwortlich. Trumbatore verließ Iceberg im Frühjahr 2010. In den 2010er Jahren brachte Perfume Holding neue Iceberg-Parfüms auf den Markt, wie etwa Eau de Iceberg (in zahlreichen Variationen). 2013 ernannte Gilmar zunächst den Italiener Federico Curradi als Herrenmodedesigner und schließlich den Franzosen Alexis Martial als Designer der Iceberg-Damenmode. Martial wurde Mitte 2015 von dem Österreicher Arthur Arbesser abgelöst; auf Curradi folgte Ende 2015 der Brite James Long. Mitte 2016 übernahm Long nach Arbessers Abgang auch die Leitung der Damenmodesparte. 2017 lancierte Iceberg die Zweitlinie Ice Play und stellte die Ice Iceberg Kollektion ein. 2020 vergab das Unternehmen die Parfüm-Lizenz an die Mailänder Give Back Beauty.
2008 gab es weltweit zwölf eigene Iceberg-Geschäfte. Neben Iceberg-Boutiquen in Italien, Paris, Amsterdam, Dubai, Moskau, Kiew und Kuwait existieren in Großbritannien und im Kaufhaus GUM in Moskau Iceberg-Shops-in-Shop, sowie Shops-in-Shop der Marke Ice Iceberg in Großbritannien, Russland, Saudi-Arabien, China, Südkorea und Dubai. Die Boutiquen werden zum Teil von Partnern geführt. Showrooms bestehen in Mailand, Rom und Paris.

## Aktuelle Kollektionen
- Iceberg – hochpreisige Prêt-à-porter-Mode und Accessoires für Damen und Herren, jeweils präsentiert bei den Mailänder Modewochen
- Ice Play – modische Zweitlinie im Mittelpreissegment für Damen und Herren
- Ice Iceberg junior – Kinderbekleidung für Jungen und Mädchen, in Lizenz vergeben an Spazio Sei srl

Daneben bestehen unter dem Namen Iceberg in Lizenz vergebene Kollektionen von Düften (Give Back Beauty srl), Brillen und Sonnenbrillen (Allison SpA) sowie Mineralwasser (La Galvanina SpA).